# Bounds Green (metrostation)
Bounds Green is een station van de metro van Londen aan de Piccadilly Line. Het station is geopend in 1932.

## Geschiedenis
Net als de andere stations op de noordelijke verlenging van de Piccadilly Line die tussen 1929 en 1933 werd gebouwd werd Bounds Green in een voor de Londense metro nieuwe bouwstijl. Tijdens de planperiode van de verlenging naar Cockfosters werden de namen "Wood Green North" en "Brownlow Road" voor dit station overwogen, maar afgewezen.

### Stationsgebouw
Het station, dat is ontworpen door C.H. James in de typische "Box-stijl" van architect Charles Holden, is een goed bewaard gebleven voorbeeld van de modernistische huisstijl van London Transport in de jaren '30. Het achthoekige gebouw wordt geflankeerd door een ventilatietoren aan de noordkant. De achthoekige stationshal wordt verlicht door vier grote ramen met een imposant traliewerk van betonnen balken tussen de vier wanden van baksteen. De twee bakstenen wanden aan de straatzijde zijn net als de ventilatietoren voorzien van grote Underground roundels. Ondergronds werd het station afgewerkt met biscuitkleurige tegels met daarop rode friesen. De ontwerpen van Holden kenmerken zich door  functionaliteit in combinatie met een uitgebalanceerde geometrie en het gebruik van moderne materialen, met name glas en gewapend beton. De historische betekenis van het station wordt komt vooral naar voren door de gebeurtenissen tijdens de blitz in de Tweede Wereldoorlog. 
Het station werd in 2007 gerenoveerd als onderdeel van het investeringsprogramma van £ 10 miljard van Transport for London. De werkzaamheden werden 's nachts en in een reeks weekendafsluitingen uitgevoerd. Hierbij werden monumentale delen gerestaureerd, nieuwe camerabewaking aangebracht, de tegels vervangen en reparaties aan het dak uitgevoerd. Tevens werden de perrons opgeknapt en voorzien van hulpzuilen. Het station is in originele staat teruggebracht, compleet met de rode tegelranden. De kabelgoten boven de friesen zijn grijs. De kaartverkoop is opnieuw licht- en donkergrijs betegeld en de houten deuren naar de stationsaccommodatie zijn opnieuw gelakt. In tegenstelling tot andere stations van deze verlenging werd het station pas in augustus 2008 voorgedragen voor de monumentenlijst en in januari 2010 werd het station door English Heritage als Grade II op de lijst gezet.

### Tweede Wereldoorlog
Het station werd op 13 oktober 1940 gebombardeerd door Duitse bommenwerpers. Hierbij vielen 16 doden en ongeveer 20 gewonden. Één slachtoffer overleed de volgende dag in het ziekenhuis. De treindienst is twee maanden lang ontregeld geweest doordat een deel van een tunnel instortte. In 1994 is voor de slachtoffers een herinneringsplaquette opgehangen, hierop staat dat er 16 Belgische vluchtelingen en 3 Britten overleden. Volgens de archieven zijn er echter in totaal 16 doden gevallen waarvan 3 van Belgische afkomst.

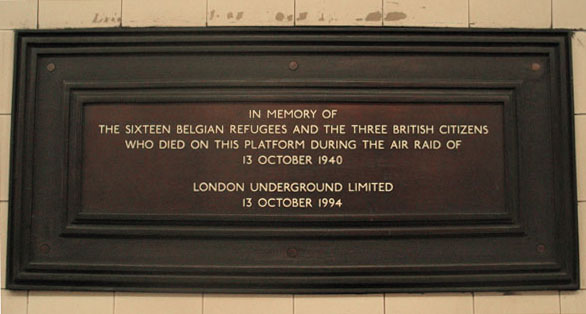
Herinneringsplaquette voor de slachtoffers van het bombardement op 13 oktober 1940.
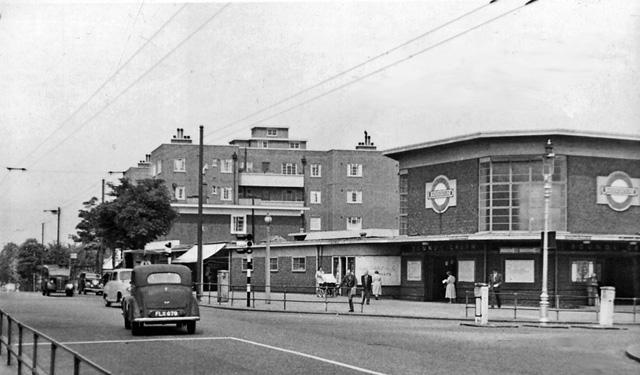
Het station in 1955, met duidelijk zichtbare achthoekige structuur.
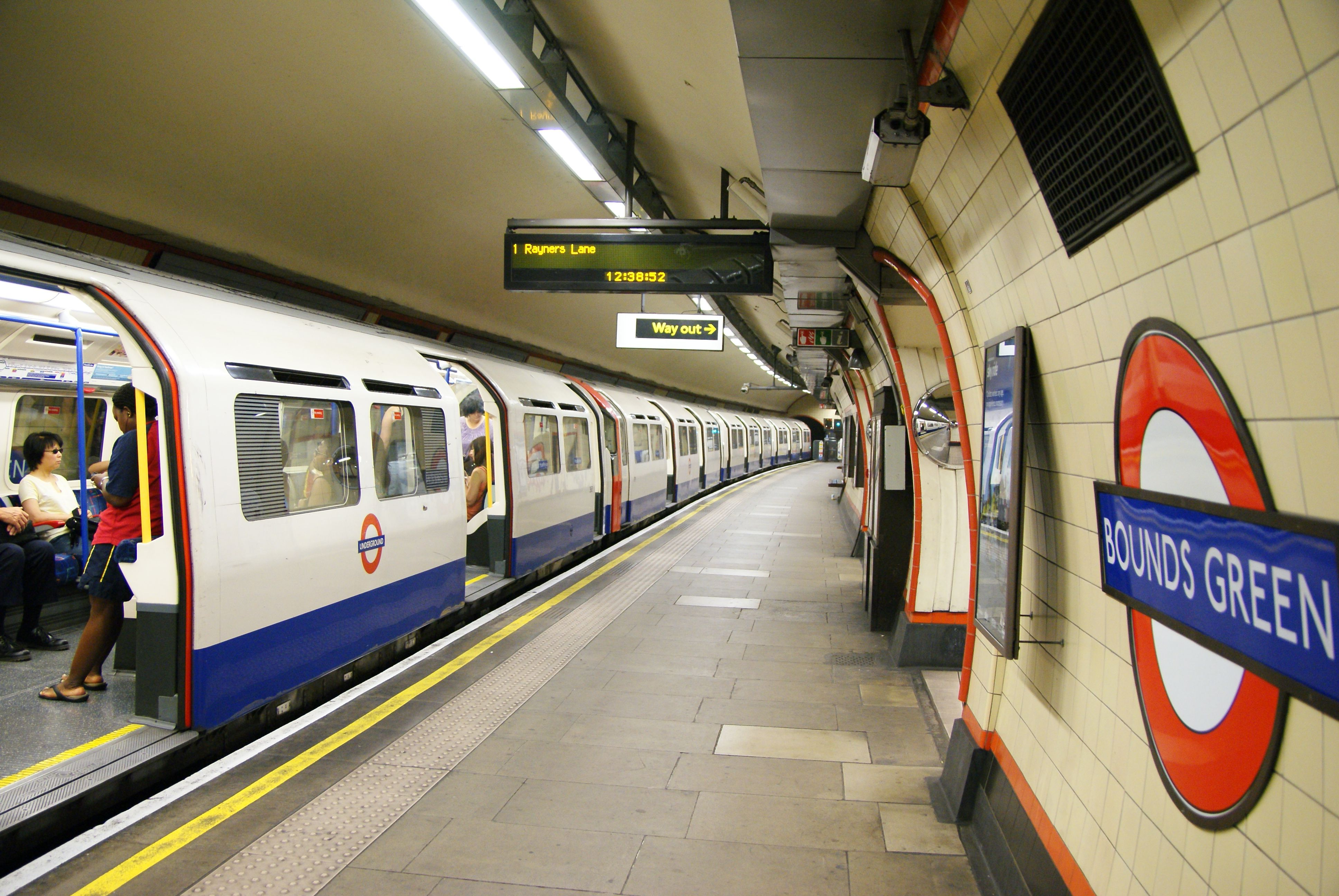
Het noordelijke perron.

## Ligging en inrichting
De roltrappen liggen onder het lage bijgebouw aan de noordwestkant van de achthoek. In het station is het bijgebouw door de toegangspoortjes gescheiden van de stationshal. De roltrapgroep, met een vaste trap geflankeerd door twee roltrappen, verbindt de toegangspoortjes met de verdeelhal tussen de sporen op 15,8 meter diepte. De roltrappen uit 1932 werden in 1989 respectievelijk 1991 vervangen door die van het type Otis MH-B. De perrontunnels van het station hebben, net als die van Southgate, een diameter van 6,4 meter. Daarentegen hebben ze bij de, veel drukkere, stations Wood Green, Turnpike Lane en Manor House een diameter van 7 meter. De constructie van "zelfmoordkuilen" tussen de sporen was ook een nieuwtje, deze werden gebouwd in verband met een systeem van gangen onder de perrons om toegang te geven tot het spoor.
In de buurt van het station liggen:
- Bounds Green
- Bowes Park
- Muswell Hill
- Wood Green

De frequenties variëren gedurende de dag tussen de 2-5 minuten tussen 06:53 en 00:59 in oostelijke richting, en tussen 05:27 en 00:09 in westelijke richting.

## Fotoarchief
- Photographic Archive. London Transport Museum. Gearchiveerd op 18 maart 2008. Geraadpleegd op 24 december 2021. 
  - Station Bounds Green de dag na de opening, 1932
  - Tunnel gevuld met gruis na het bombardement, 1940
  - Het herstelde tunneldeel, 1952